# 佐藤晴夫
佐藤 晴夫（さとう はるお、1923年1月3日 - 2009年）は、日本の刑務官、翻訳家。

## 人物・来歴
北海道生まれ。東京帝国大学文学部心理学科卒業。法務省矯正研修所長をへて、東洋大学工学部教授、常盤大学兼任教授。
マルキ・ド・サドなどエロティック小説の翻訳を行う。

## 著書
- 『異常性欲 人間だけが変態である』（ベストセラーズ、ワニの選書） 1994

### 共編著
- 『犯罪者の処遇』（森下忠共編、有斐閣双書） 1976
- 『刑務所 その知られざる世界』（小沢禧一共著、有斐閣選書） 1983
- 『女子少年院・女子刑務所 その知られざる世界』（久我澪子, 松本良枝共著、有斐閣選書） 1984

## 翻訳
- 『ベッカリヤの「犯罪と刑罰論」』（矯正協会叢書） 1976
- 『矯正の諸基準に関するマニュアル』（アメリカ矯正協会編、矯正協会） 1979
- 『ソドムの百二十日』（マルキ・ド・サド、青土社） 1990
- 『ジュスチーヌ物語又は美徳の不幸』（マルキ・ド・サド、未知谷） 1991
- 『閨房の哲学』（マルキ・ド・サド、未知谷） 1992
- 『ジュリエット物語又は悪徳の栄え』（マルキ・ド・サド、未知谷） 1992
- 『アリーヌとヴァルクール又は哲学小説』（マルキ・ド・サド、未知谷） 1994
- 『性の心理』全6巻（ハヴロック・エリス、未知谷） 1995 - 1996
- 『我が秘密の生涯』全5巻（ルー出版） 1997 - 1998
- 『わが生涯と愛』（フランク・ハリス、ルー出版） 1998